# Linnanen (sjö i S:t Michel, Södra Savolax)
Linnanen är en sjö i kommunen S:t Michel i landskapet Södra Savolax i Finland. Sjön ligger 98,6 meter över havet. Arean är 50 hektar och strandlinjen är 5,81 kilometer lång. Sjön  ingår i Vuoksens huvudavrinningsområde.   Den ligger omkring 10 kilometer öster om S:t Michel och omkring 220 kilometer nordöst om Helsingfors. 